# Đảo san hô Rocas
Đảo san hô Rocas (tiếng Bồ Đào Nha: Atol das Rocas) là một đảo san hô ở Đại Tây Dương, thuộc bang Rio Grande do Norte, Brasil. Nó cách Natal 260 km (160 dặm) về phía Đông bắc và quần đảo Fernando de Noronha 145 km (90 dặm) về phía Tây. Đây là đảo san hô có nguồn gốc từ núi lửa và được hình thành bởi các rạn san hô.

## Mô tả
Hòn đảo có chiều dài 3,7 km (2,3 dặm) và rộng 2,5 km (1,6 dặm) bao gồm vùng đầm phá rộng tới 7,1 km2 (2,7 sq mi). Hòn đảo có hình bầu dục, phần đất chỉ có khoảng 0,36 km2 (hiện hữu ở hai hòn đảo Cemitério ở phía tây nam và đảo Farol Cay ở phía tây bắc). Đảo Rocas có những vùng đầm phá sâu tới 6 mét, nơi cao nhất trên hòn đảo là một cồn cát ở phía nam của Farol Cay cao 6 mét (20 ft). Thực vật chính trên đảo đất bao gồm các loài cỏ, cây bụi, cọ... Động vật thì có cua, nhện, bọ cạp, bọ chét cát, bọ cánh cứng, gián lớn, và nhiều loài chim.
Đảo san hô là một khu bảo tồn động vật hoang dã. Năm 2001, hòn đảo đã được UNESCO công nhận là một di sản thế giới. Nhiều loài động vật quý hiếm bao gồm rùa biển, cá mập, cá heo và các loài chim biển. Đảo san hô bao gồm chủ yếu là tảo đỏ và các loài san hô. Đảo san hô dạng đường cung gần như khép kín, chỉ có khu vực hẹp có chiều rộng 200 mét (660 ft) là một con kênh ở phía Bắc thông ra biển và một kênh hẹp hơn nhiều ở phía Tây đảo.
Do vị trí ở khá xa đất liền, nên hòn đảo gần như không bị ảnh hưởng bởi hoạt động của con người. Ngay cả các nhà nghiên cứu sinh vật học cũng bị hạn chế tới hòn đảo.